# Bermbach (Buttlar)
Bermbach is een nederzetting in de Duitse gemeente Buttlar in het Wartburgkreis in Thüringen. De plaats wordt voor het eerst genoemd in  1321. De tot dan zelfstandige gemeente werd in 1994 bij Buttlar gevoegd.